# Viola d'amor
La viola d'amor és un instrument musical de corda fregada característic del període barroc (música barroca), inclòs en la família de les violes, que es toca en la mateixa postura que el violí i/o la viola. Té 13 o 14 cordes tot i que només se’n toquen 6 o 7, ja que les altres 7 vibren en ressonància amb les primeres. Segons la classificació de Hornbostel-Sachs pertany al grup 321.322-71, dels (cordòfons compostos fregats amb un arquet).

## Forma
La viola d'amor té una morfologia semblant a la resta de la família de les violes. El cos de ressonància és força gran, està formada per dues tapes no bombades unides per una franja de fusta. Té una roseta, igual que molts altres instruments de corda, però en canvi no té les característiques "efes" per on surt el so, sinó dues obertures en forma de flama. Al voltant de la caixa de ressonància, començant des de dalt hi ha el cap, on se situa el claviller, força gran en proporció a la resta de l'instrument, on hi ha amb catorze clavilles i la voluta, en general, amb forma de cap de Cupido.
A continuació, es troba el fust o màstil, al mateix pla que el cos. Una de les principals diferències que té amb la resta de la família de les violes és que no té segments al diapasó, a diferència de la viola de gamba.
Després del màstil es troba el pont, sobre el qual se situen les 7 cordes que es freguen amb arc, i el qual té uns petits orificis per a deixar passar les cordes metàl·liques que tenen funció de ressonància. A continuació es troba el cordal, on s'uneixen les cordes que es freguen, i en la part inferior de l'instrument es troba el botó. Les cordes de simpatia s'uneixen directament al botó, no al cordal, i després travessen el pont, transcorren per sota del diapasó i s'ajusten a les clavilles discorrent per la part posterior del claviller.
La viola d'amor consta de set cordes de tripa, que antigament s'afinaven de diferents maneres (scordatura) fins que al segle xix Chrétien Urban va fixar-la en la la2, re3, la3, re4, fa#4, la4, re5, així doncs, el seu registre va d'un la2 a un la6. Sota el diapasó trobem set cordes més de metall, afinades a l'unisò amb les principals perquè hi vibrin per simpatia.

## Història
Els orígens de la viola d'amor se situen en una evolució de la viola da braccio. Sembla que anteriorment no tenia cordes simpàtiques, només tenia 5 cordes principals, fins que va néixer a Alemanya la versió actual, de manera que les dues versions van conviure durant el segle xvii. De fet, la primera referència a la viola d'amor la trobem en una carta l'any 1649, de manera que durant el segle xviii va viure el seu màxim exponent.
Durant el Barroc, període d'auge de la viola d'amor, hi va haver una gran quantitat de músics que varen compondre per a aquest instrument. Vivaldi, va compondre diversos concerts, igual que Telemann, Biber, Bach, Marais o Locatelli. De la mateixa manera, en classicisme Johann Stamitz, Karl Stamitz, Haydn, Hindemith i Milandre, van atorgar una gran importància a la viola d'amor en algunes de les seves obres, alhora que la feren molt popular. La viola d'amor fou també important en el gènere de l'òpera, on destaquen obres com Orlando Furioso de Händel, Tito Manlio de Vivaldi, Le Jongleur de Notre-Dame, de Jules Massenet; Madama Butterfly, de Puccini, Palestrina de Hans Pfitzner o Les Huguenots de Giacomo Meyerbeer.

### Vivaldi i la viola d'amor
Se sap que l'Ospedale della Pietà va produir excel·lents intèrprets de la viola d'amore. Per a Anna Maria (1696-1782), gran violinista i que dominava diferents instruments, Vivaldi va compondre dos concerts per a viola d'amore, i Chiaretta (1718-1796), que la va succeir com a primer violí, també fou una bona intèrpret. Actualment se sap que Vivaldi també era un virtuós d'aquest instrument de sis cordes. El 1717, de camí de Venècia a Bolonya, va fer una escala a Cento. A l'església d'aquest petit poble, va donar un concert improvisat tocant la viola d'amore. Es diu que hi va anar una gran multitud.